# Wojciech Brzeziński (aktor)
Wojciech Brzeziński (ur. 8 października 1975 w Jaworznie) – polski aktor teatralny, dubbingowy, filmowy i telewizyjny, grający głównie w serialach sensacyjnych i obyczajowych, piosenkarz.

## Teatr
Wojciech Brzeziński jest absolwentem Akademii Sztuk Wizualnych w Poznaniu. Debiut teatralny miał miejsce 29 października 1994 roku w sztuce Jacka Kaczmarskiego i Jerzego Satanowskiego pt. Kuglarze i wisielcy w reżyserii Krzysztofa Zaleskiego w Teatrze Nowym w Poznaniu, z którym był związany do 1997.
Następnie w latach 1997–1998 grał na deskach Centrum Kultury Teatr w Grudziądzu. Potem grał w Teatrze im. Aleksandra Fredry w Gnieźnie, w latach 1999-2008 był aktorem Teatru Współczesnego w Szczecinie, a od 2008 roku w Teatrze Ateneum w Warszawie. W 2013 roku został nagrodzony „Złotą Maską” za tytułową rolę w sztuce Kaligula Alberta Camusa w reżyserii Anny Augustynowicz.

### Spektakle teatralne
| Rok  | Sztuka                                      | Reżyser                              | Rola                         | Teatr                                           |
| ---- | ------------------------------------------- | ------------------------------------ | ---------------------------- | ----------------------------------------------- |
| 1994 | Kuglarze i wisielcy                         | Krzysztof Zaleski                    |                              | Teatr Nowy w Poznaniu                           |
| 1997 | Zimowa opowieść                             | Krzysztof Warlikowski                |                              | Teatr Nowy w Poznaniu                           |
| 1997 | Nieporozumienie                             | Jerzy Andrzejewski                   |                              | Centrum Kultury Teatr w Grudziądzu              |
| 1998 | La Boheme, czyli świat zwariował            | Bogdan Żytkowski                     |                              | Centrum Kultury Teatr w Grudziądzu              |
| 1998 | Panna Julia                                 | Waldemar Szczepaniak                 |                              | Centrum Kultury Teatr w Grudziądzu              |
| 1998 | Grzeszna miłość                             | Bogusław Kierc                       | Chłopiec                     | Akademia Sztuk Wizualnych w Poznaniu            |
| 1999 | Kordian                                     | Józef Jasielski                      | Kordian                      | Teatr im. Aleksandra Fredry w Gnieźnie          |
| 2000 | Sen nocy letniej                            | Anna Augustynowicz                   | Demetriusz                   | Teatr Współczesny w Szczecinie                  |
| 2000 | Dziejba leśna                               | Arkadiusz Buszko                     |                              | Teatr Krypta w Szczecinie                       |
| 2000 | Da Vinci miał rację                         | Paweł Niczewski                      | Robert Moreau                | Teatr Współczesny w Szczecinie                  |
| 2000 | Moralność pani Dulskiej                     | Anna Augustynowicz                   | Zbyszko                      | Teatr Współczesny w Szczecinie                  |
| 2001 | Miłość na Krymie                            | Anna Augustynowicz                   | Marynarz                     | Teatr Współczesny w Szczecinie                  |
| 2001 | Tajemniczy ogród                            | Tomasz Obara                         | Colin                        | Teatr Współczesny w Szczecinie                  |
| 2001 | Grzeszna miłość                             | Bogusław Kierc                       | Chłopiec                     | Teatr Współczesny w Szczecinie                  |
| 2001 | Pasożyty                                    | Anna Augustynowicz                   | Ringo                        | Teatr Polski w Poznaniu                         |
| 2001 | Pasożyty                                    | Anna Augustynowicz                   | Ringo                        | Teatr Współczesny w Szczecinie                  |
| 2002 | Polaroidy                                   | Anna Augustynowicz                   | Victor                       | Teatr Współczesny w Szczecinie                  |
| 2003 | Komiczna siła                               | Anna Augustynowicz                   | Kelner                       | Teatr Współczesny w Szczecinie                  |
| 2003 | Tristan i Izolda                            | Irena Jun                            | Tristan                      | Teatr Współczesny w Szczecinie                  |
| 2003 | Toksyny                                     | Anna Augustynowicz                   | Mężczyzna                    | Teatr Telewizji                                 |
| 2003 | Wyzwolenie                                  | Anna Augustynowicz                   | Młody Aktor                  | Teatr Współczesny w Szczecinie                  |
| 2004 | Śmieci                                      | Piotr Łazarkiewicz                   | Biały                        | Teatr Współczesny w Szczecinie                  |
| 2004 | Oskar i pani Róża                           | Anna Augustynowicz                   | Oskar                        | Teatr Współczesny w Szczecinie                  |
| 2004 | Śmieci                                      | Piotr Łazarkiewicz                   | Biały                        | Teatr Współczesny w Szczecinie                  |
| 2004 | Oskar i pani Róża                           | Anna Augustynowicz                   | Oskar                        | Teatr Współczesny w Szczecinie                  |
| 2005 | Samobójca                                   | Anna Augustynowicz                   | Artysta                      | Teatr Współczesny w Szczecinie                  |
| 2005 | Wojna polsko-ruska pod flagą biało-czerwoną | Paweł Niczewski                      |                              | Piwnica przy Krypcie w Szczecinie               |
| 2005 | Fotoplastikon                               | Piotr Łazarkiewicz                   |                              | Teatr Telewizji                                 |
| 2005 | Napis                                       | Anna Augustynowicz                   | Lebrun                       | Teatr Współczesny w Szczecinie                  |
| 2006 | Pan Poduszka                                | Piotr Ratajczak                      | Michał                       | Teatr Współczesny w Szczecinie                  |
| 2006 | Cyrk’76, czyli trzydzieści lat później      | Arkadiusz Buszko                     | Kompozytor, Gospodarz, Amant | Teatr Współczesny w Szczecinie                  |
| 2006 | Zło-The Tiger Lillies Project               | Roman Kołakowski                     |                              | Wrocławski Teatr Piosenki                       |
| 2006 | Tunel                                       | Roman Kołakowski                     |                              | Wrocławski Teatr Piosenki                       |
| 2007 | Wesele                                      | Anna Augustynowicz                   | Stańczyk                     | Teatr Współczesny w Szczecinie                  |
| 2008 | Szarańcza                                   | Natalia Sołtysik                     | Milan                        | Teatr Ateneum w Warszawie                       |
| 2009 | Miato                                       | Artur Urbański                       | Kierowca                     | Teatr Ateneum w Warszawie                       |
| 2009 | Pamiętnik z powstania warszawskiego         | Jerzy Bielinas                       |                              | Teatr Kamienica w Warszawie                     |
| 2009 | Moja córeczka                               | Marek Fiedor                         | Świadek                      | Teatr Ateneum w Warszawie                       |
| 2010 | Skiz                                        | Maria Spiss                          | Wituś                        | Teatr Ateneum w Warszawie                       |
| 2010 | Judaszek                                    | Andrzej Bubień                       | Pietka Gołowlew              | Teatr Ateneum w Warszawie                       |
| 2010 | Świat według Barda                          | Jerzy Satanowski                     |                              | Teatr Atelier im. Agnieszki Osieckiej w Sopocie |
| 2010 | 21                                          | Jan Jerzy Połoński, Jarosław Staniek |                              | Przedstawienie impresaryjne                     |
| 2010 | Wroniec                                     | Jerzy Bielunas                       |                              | Teatr Kamienica w Warszawie                     |
| 2011 | Shitz                                       | Artur Tyszkiewicz                    | Czerhes Peltz                | Teatr Ateneum w Warszawie                       |
| 2012 | Warszawa – Grabiny 6:12                     | Piotr Ratajczak                      |                              | Teatr IMKA w Warszawie                          |
| 2012 | Kaligula                                    | Anna Augustynowicz                   | Kaligula                     | Teatr im. Stefana Jaracza w Łodzi               |
| 2013 | Kaligula                                    | Anna Augustynowicz                   | Kaligula                     | Teatr Współczesny w Szczecinie                  |

## Filmografia
Wojciech Brzeziński ma w swoim dorobku zaledwie trzy role filmowe. Na wielkim ekranie zadebiutował w 2008 roku w filmie 0 1 0, potem grał w filmach pt. Randce w ciemno i 80 milionów. Od 2007 roku pojawił się jednak w ponad dwudziestu serialach telewizyjnych. Grał w m.in. Twarzą w twarz, Czasie honoru, Rezydencji, Barwach szczęścia. Od 2013 roku gra w serialu TVN – Na Wspólnej, gdzie gra postać Bogdana Berga – adoptowanego syna Marii i Włodka Ziębów, ojca trójki dzieci.
Wojciech Brzeziński angażuje się również jako aktor dubbingowy. Użyczał głosu w filmach i serialach m.in. Gwiazdka Laury, obu częściach filmów Harry Potter i Insygnia Śmierci, Tom i Jerry: Robin Hood i jego Księżna Mysz.

### Filmy
| Rok  | Tytuł           | Rola                     |
| ---- | --------------- | ------------------------ |
| 2008 | 0 1 0           | Maciek, mąż Leny         |
| 2009 | Randka w ciemno | Rafał, przyjaciel Karola |
| 2011 | 80 milionów     | Funkcjonariusz SB        |

### Seriale
| Rok       | Tytuł                      | Rola                                                                   |
| --------- | -------------------------- | ---------------------------------------------------------------------- |
| 2007      | Twarzą w twarz             | Piotr Żylewski „Żyła”, człowiek Zarzyckiego                            |
| 2007      | Odwróceni                  | „Młodszy Gołąb”, syn Żuków (odc. 4)                                    |
| 2007      | Ekipa                      | Radomir                                                                |
| 2008      | Pitbull                    | Radek Rosiak „Rurabomber”                                              |
| 2008      | Egzamin z życia            | Robert, szef biura nieruchomości                                       |
| 2008–2009 | BrzydUla                   | Michał Kamiński                                                        |
| 2009      | Teraz albo nigdy!          | Igor, współpracownik Roberta                                           |
| 2009      | Na dobre i na złe          | Artur Zaborowski                                                       |
| 2009      | Londyńczycy                | Maciek, kolega Pawła                                                   |
| 2010      | Majka                      | Doktor Andrzej Sakowski                                                |
| 2010      | Ratownicy                  | Prokurator Zatoński (odc. 8)                                           |
| 2010−2013 | Hotel 52                   | Mikołaj Wilk, brat Janusza (odc. 18); detektyw Haberski (odc. 79 i 84) |
| 2010      | Czas honoru                | Scharfuhrer Helmut Fuchs (odc. 29-39)                                  |
| 2010      | Chichot losu               | Remek                                                                  |
| 2011      | Rezydencja                 | Kamil Strugała, rzecznik prasowy „Podhorecki Holding”                  |
| 2011      | Barwy szczęścia            | Feliks Tarnowski, brat Karoliny                                        |
| 2012      | Ojciec Mateusz             | Maksym Stupka                                                          |
| 2012      | Na krawędzi                | Cezary Stachyra (odc. 8)                                               |
| 2012      | Komisarz Alex              | „Szrama” (odc. 20)                                                     |
| 2013      | Wszystko przed nami        | Andrzej, znajomy Wiki i Zuzy                                           |
| od 2013   | Na Wspólnej                | Bogdan Berg, adoptowany syn Marii i Włodka Ziębów                      |
| 2014      | Prawo Agaty                | policjant Kwaśny (odc. 65)                                             |
| 2014      | Ojciec Mateusz             | Norbert Kolski (odc. 148)                                              |
| 2015      | Uwikłani                   | Hubert Rudnik (odc. 4)                                                 |
| 2015      | Prokurator                 | policjant „Kapsel”                                                     |
| 2016      | Komisja morderstw          | podkomisarz Andrzej Mięciel (odc. 11)                                  |
| 2016      | Jestem mordercą            | Józef Malec                                                            |
| 2017      | Komisarz Alex              | Wacław Piekut (odc. 122)                                               |
| 2018      | Ślad                       | Wiktor Gawrylski (odc. 39)                                             |
| 2018      | Ojciec Mateusz             | Leszek Pietrzyk (odc. 251)                                             |
| 2019      | Dziewczyny ze Lwowa        | były Katii                                                             |
| 2020–2021 | Chyłka                     | Filip Obertał                                                          |
| 2021      | Backdoor. Wyjście awaryjne |                                                                        |
| 2022      | Krakowskie potwory         | Robert                                                                 |
| 2022      | Matka                      | Robert Wójcik                                                          |
| 2023      | Matylda                    | Zachar                                                                 |
| 2024      | Powrót do życia            | Marek Głogowski                                                        |

### Dubbing
| Rok       | Tytuł                                       | Głos                   |
| --------- | ------------------------------------------- | ---------------------- |
| 1992–2002 | Banany w piżamach                           | Drugi                  |
| 1997–2005 | Niedźwiedź w dużym niebieskim domu          |                        |
| 1999      | Miś Paddington                              |                        |
| 2002      | Balto II: Wilcza wyprawa                    | Murek                  |
| 2002      | Przygody Tomcio Palucha i Calineczki        |                        |
| 2002–2008 | Gwiazdka Laury                              | Ojciec Laury           |
| 2004      | Koszmarny Karolek                           |                        |
| 2007      | Storm Hawks                                 |                        |
| 2007      | Mój przyjaciel królik                       |                        |
| 2008–2010 | Aaron Stone                                 | Ram Mehta/Lethal Lotus |
| 2009      | League of Legends                           | Wukong, Gangplank      |
| 2009      | O, kurczę!                                  | Remek                  |
| 2009      | Moje życie ze mną                           | Raffi                  |
| 2010      | Różowa Pantera i przyjaciele                |                        |
| 2010      | Generator Rex                               |                        |
| 2010      | Harry Potter i Insygnia Śmierci: Część I    |                        |
| 2010      | Psy i koty: Odwet Kitty                     |                        |
| 2011      | The Elder Scrolls V: Skyrim                 |                        |
| 2011      | Harry Potter i Insygnia Śmierci: Część II   |                        |
| 2011      | Happy Feet: Tupot małych stóp 2             |                        |
| 2012      | Tom i Jerry: Robin Hood i jego Księżna Mysz | Książę Jan             |
| 2018      | Mary Poppins powraca                        | Jack                   |
| 2020      | Naprzód                                     | Kolega taty            |

## Muzyka
Wojciech Brzeziński ma również za sobą osiągnięcia w karierze muzycznej. W 2001 roku wraz ze swoim bratem, Aleksandrem – kompozytorem, nagrał płytę Od wschodu do wschodu. W 2004 roku podczas XXV Przeglądu Piosenki Aktorskiej we Wrocławiu wykonał piosenkę pod tytułem „River Phoenix” – poświęconą tragicznie zmarłemu aktorowi i muzykowi. Za tę piosenkę na tym festiwalu otrzymał Nagrodę Rady Artystyczno-Programowej.
W 2008 roku wydał płytę pt. Kto ty jesteś? Czyli adresaci.

### Dyskografia
| Rok  | Tytuł                         |
| ---- | ----------------------------- |
| 2001 | Od wschodu do wschodu         |
| 2008 | Kto ty jesteś? Czyli adresaci |

## Nagrody
| Rok  | Nagroda | Temat Nagrody                                                                          |
| ---- | --- | -------------------------------------------------------------------------------------- |
| 1997 | Nagroda Główna festiwalu „Śpiewajmy Poezję”                                                                     | Wykonanie poezji śpiewanej                                                             |
| 2001 | Nagroda na XXXVI Ogólnopolskim Przeglądzie Teatrów Małych Form „Kontrapunkt” w Szczecinie                       | „Da Vinci miał rację (rola Roberta Moreau)                                             |
| 2001 | Srebrna Ostroga                                                                                                 | „Moralność pani Dulskiej (rola Zbyszka)                                                |
| 2002 | Nagroda na II Festiwalu Dramaturgii Współczesnej „Rzeczywistość przedstawiona” w Zabrzu                         | Polaroidy (rola Victora)                                                               |
| 2004 | Nagroda Rady Artystyczno-Programowej                                                                            | Wykonanie piosenki Rivera Phoenixa na XXV Przeglądzie Piosenki Aktorskiej we Wrocławiu |
| 2005 | Nagroda Artystyczna Miasta Szczecina                                                                            | Dotychczasowe dokonania w dziedzinie ról teatralnych młodych artystów                  |
| 2006 | Nagroda za aktorską kreatywność na XLI Ogólnopolskim Przeglądzie Teatrów Małych Form „Kontrapunkt” w Szczecinie | Wojna polsko-ruska pod flagą biało-czerwoną (rola Silnego)                             |
| 2013 | Nagroda dziennikarzy akredytowanych przy festiwalu „Kontrapunkt”                                                | Rola tytułowa w sztuce Kaligula                                                        |
| 2013 | Złota Maska | Rola tytułowa w sztuce Kaligula                                                        |